# Marinmuseum
Le Marinmuseum (anciennement : Shipyard Museum, Varvsmuseet ; alternative : Naval Dockyard Museum ; traduction : Musée Naval) est un musée maritime situé sur l’île de Stumholmen, à Karlskrona. C’est le musée naval national de Suède, consacré à la défense navale suédoise et à la préservation de l’histoire navale du pays.

## Historique
Le Marinmuseum est l’un des plus anciens musées de Suède. Le musée a été créé en 1752 lorsque le roi Adolphe-Frédéric a commencé la collecte et la documentation d’objets navals dans ce qui a été appelé la salle des modèles (Modellkammaren). Il a également ordonné la préservation des modèles de navires et des machines de construction navale.

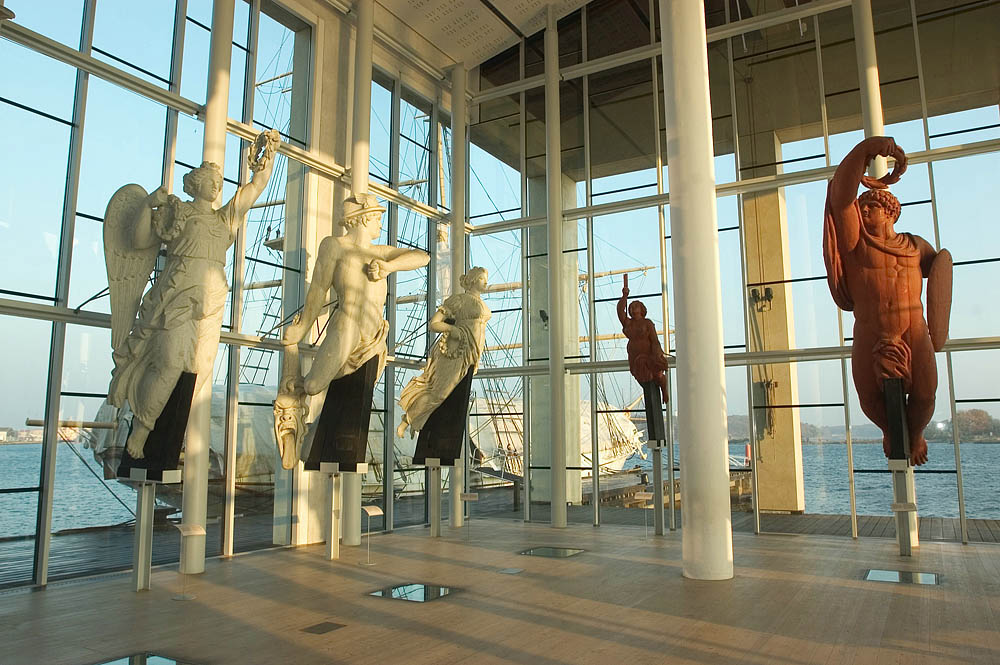
Salle des figures de proue au Marinmuseum

De 1953 à 1997, le musée était situé dans la caserne du port d’Örlogshamnen. Avant 1963, il était connu sous le nom de Musée du chantier naval (Varvsmuseet). Dans les années 1960, dix figures de proue créées par Johan Törnström ont été apportées au musée. Depuis juin 1997, le musée est installé sur l’île de Stumholmen, dans le centre de Karlskrona. L’organisation Statens Maritima Museer supervise les opérations du Marinmuseum, ainsi que du Musée Vasa de Stockholm et du Musée maritime.

## Architecture et aménagements
La conception du bâtiment rectangulaire comprend une jetée qui s’étend dans l’eau. Autour de la jetée se trouvent plusieurs navires-musées. Un tunnel sous-marin spécialement conçu avec des fenêtres permet de voir l’épave de plusieurs navires du XVIIe siècle.

## Collections
Des figures de proue de navires suédois sont exposées, dont beaucoup ont été réalisées par le sculpteur Törnström sculpteur royal de la marine qui a travaillé au chantier naval de Karlskrona dans les années 1700. Ceux-ci incluent la figure de proue du navire le Dristigheten. Les archives du Marinmuseums comprennent 4 000 dessins et cartes, principalement liés à l’histoire navale de la Suède. Il y a aussi des images, des peintures et des maquettes. Les sujets abordés comprennent les sous-marins, les stratégies de construction navale, les tactiques de combat et la vie à bord des navires de la mer Baltique.
En juin 2014, une nouvelle section du musée a ouvert ses portes où les visiteurs peuvent voir le tout premier sous-marin de la marine suédoise, le HMS Hajen, ainsi que son frère d’armes beaucoup plus moderne, le HMS Neptun, qui peut être vu non seulement de l’extérieur mais aussi de l’intérieur.

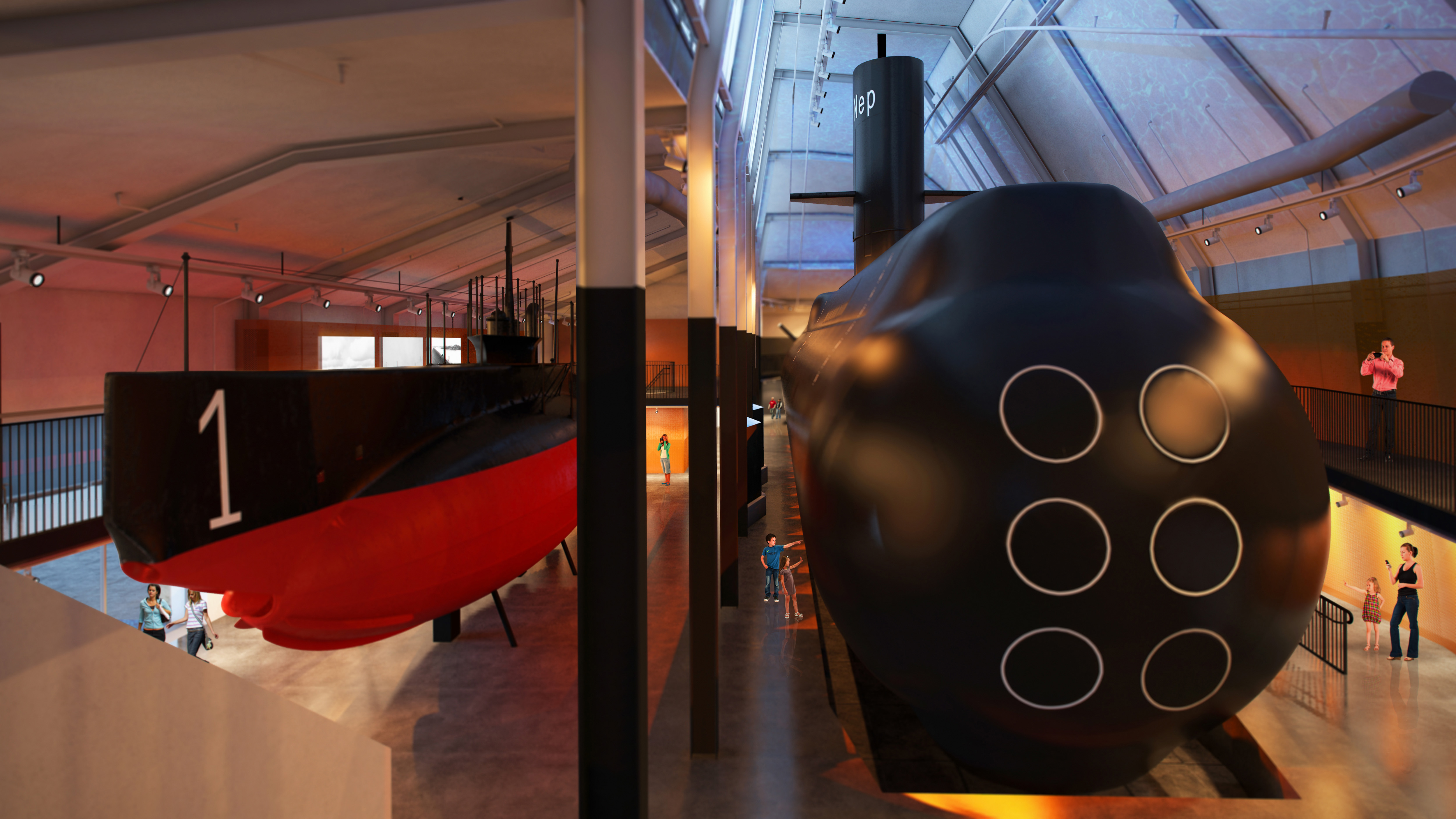
Le HMS Hajen, en service de 1905 à 1922, et le HMS Neptun, en service de 1980 à 1998